# Pseudoxenodon bambusicola
Espèce
Synonymes
- Pseudoxenodon melli Vogt, 1922

Statut de conservation UICN

 LC  : Préoccupation mineure
Pseudoxenodon bambusicola est une espèce de serpents de la famille des Pseudoxenodontidae. 

## Répartition
Cette espèce se rencontre entre 300 et 1 500 m d'altitude :
- au Laos ;
- en République populaire de Chine dans les provinces du Fujian, du Guangdong, du Guangxi, du Guizhou, du Hunan, du Jiangxi, du Zhejiang et du Hainan ;
- au Viêt Nam.

## Description
L'holotype de Pseudoxenodon bambusicola mesure 51 mm dont 10,5 mm pour la queue.

## Étymologie
Son nom d'espèce, dérivé du malais bambu, « bambou », et du latin cola, « habitant », lui a été donné en référence à son habitat.

## Publication originale
- Vogt, 1922 : Zur Reptilien- und Amphibienfauna Südchinas. Archiv für Naturgeschichte, Abteilung A, vol. 88, no 10, p. 135-146 (texte intégral).